# Angelo Jank
Angelo Jank   (Múnic, 30 d'octubre de 1868 - Múnic, 9 d'octubre de 1940) va ser un pintor d'animals alemany, il·lustrador i membre de la Secessió de Munic.

## Primers anys de vida
Era fill del pintor alemany Christian Jank i es va especialitzar en escenes amb cavalls i genets.

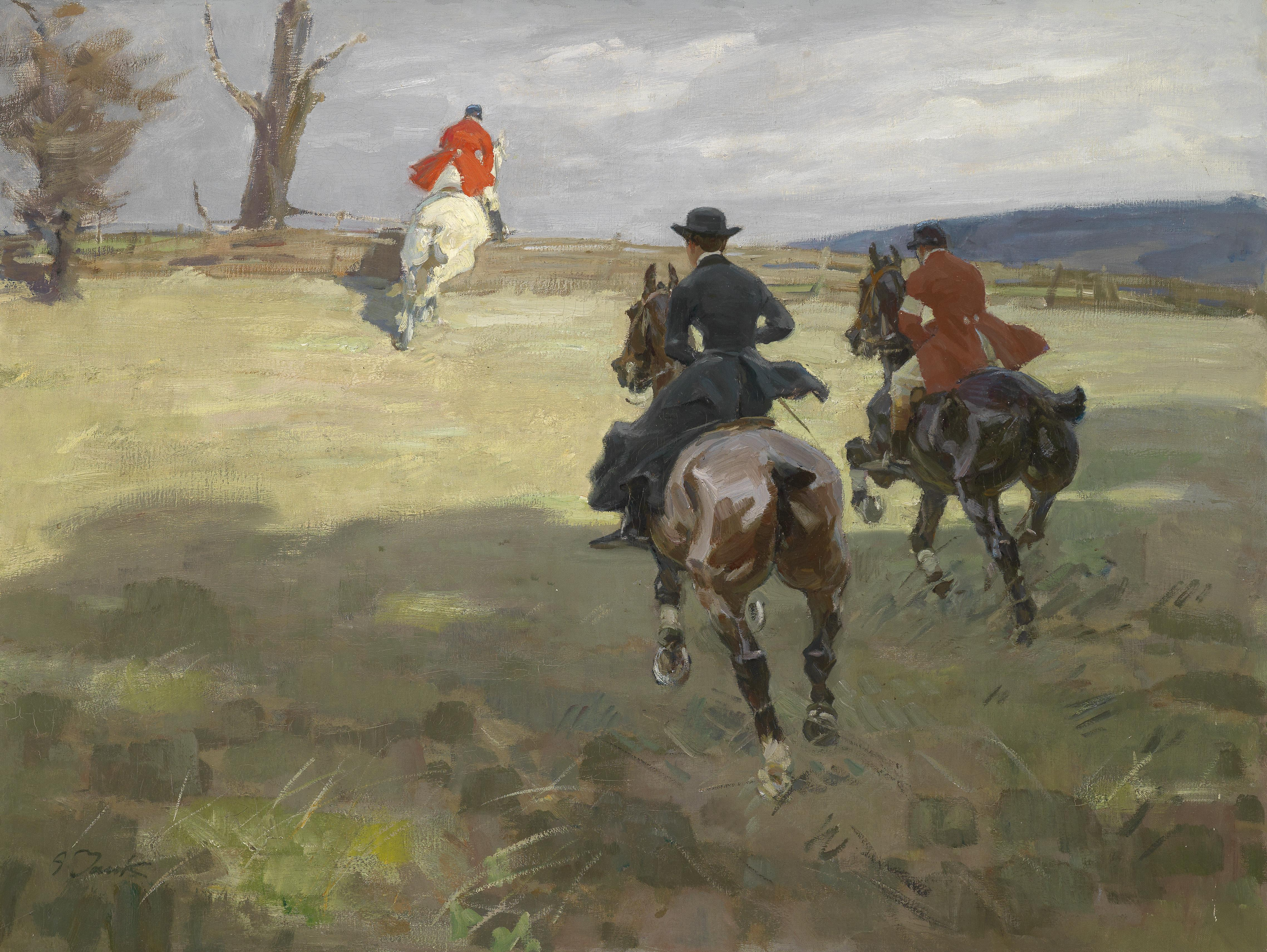
Parforcejagd (Caçar amb animals, títol que porta diverses de les seves obres)

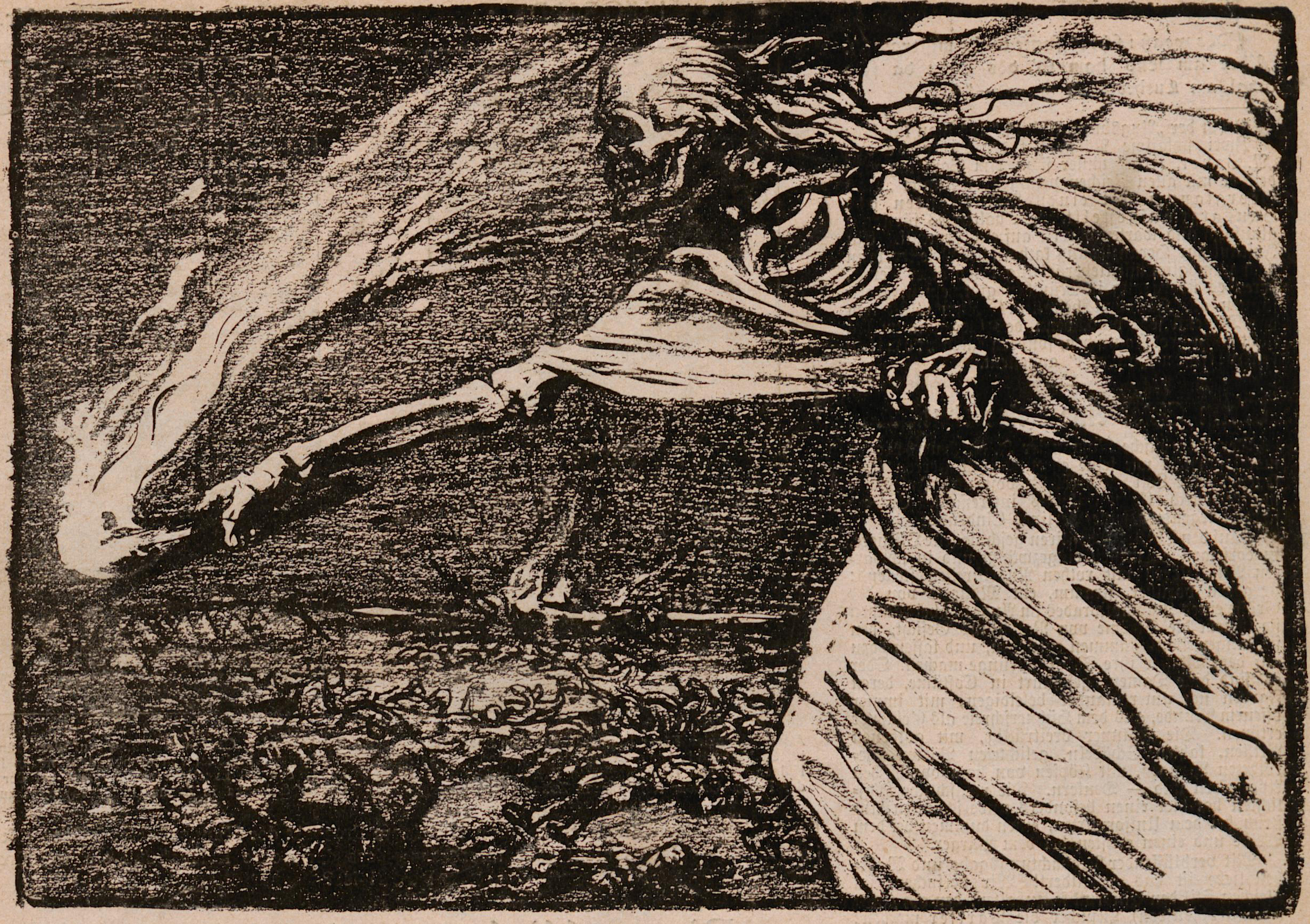
L'àngel de Nadal i Cap d'Any del Regne Unit

Després de graduar-se al Wilhelmsgymnasium el 1888, va estudiar a l'Acadèmia de Belles Arts de 1891 a 1896 amb Ludwig von Löfftz i Paul Hoecker i va exposar amb diverses societats d'art al Glaspalast. El 1898, va tenir la seva primera actuació amb membres de la Secessió de Munic.

## Carrera
De 1899 a 1907, va ser professor a l'Acadèmia de Dones de l'Associació d'Artistes de Munic. Després va ser nomenat professor a l'Acadèmia de Belles Arts, succeint a Wilhelm von Diez. El 1922, després de la jubilació de Heinrich von Zügel, Jank el va succeir com a professor de pintura animal. Posteriorment, va ser escollit primer president de l'"Associació d'Artistes Visuals" i va presidir les seves exposicions al Glaspalast. Durant molts anys, també va ser emprat com a il·lustrador per a les revistes Jugend i Simplicissimus, i també va ser instructor a l'Acadèmia de Belles Arts, on entre els seus alumnes hi havia Karl Gatermann el Jove.
A més dels seus llenços, va pintar murals al Justizpalast i escenes de la història a l'edifici del Reichstag de Berlín. Entre els seus alumnes més coneguts hi havia Louis Grell, Erma Bossi, Nina Arbore, Franz Xaver Stahl (també pintor d'animals), Henryk Gotlib, Käte Lassen, Carl Rabus i Adolf Ziegler. La seva obra també va formar part de l'esdeveniment de pintura al concurs d'art dels Jocs Olímpics d'estiu de 1936.

## Vida personal
Estava casat amb la baronessa Anna von Thüngen (n. 1878), filla de Hans Karl Baró von Thüngen (1851–1926) i de la comtessa Julia Karoline Emilie Auguste Luise Mathilde von Giech-Thurnau (1845–1927). Junts van ser els pares de:
- Hans Jank (n. 1905), que es va casar amb Märta Elisabet Larsson (1914–2006)

- Anna-Luise Ali Jank (n. 1916), que es va casar amb el baró Bertram Riedesel zu Eisenbach (1909–1944).

Una aventura amb la pintora Marie Schnür, va produir un fill anomenat Klaus. Schnür va signar un matrimoni de conveniència amb Franz Marc per donar legitimitat al nen.

### Descendents
A través del seu fill Hans, va ser avi d'Angela Jank (n. 1951), que es va casar amb el príncep Albrecht d’Oettingen-Oettingen.